# Guten Tag (Lied)
Guten Tag ist ein Lied der deutschen Band Wir sind Helden aus dem Jahr 2002. Es wurde erstmals 2002 auf einer gleichnamigen EP und ein Jahr später als erste Single ihres Debütalbums Die Reklamation veröffentlicht. Es wurde von Jean-Michel Tourette, Judith Holofernes und Pola Roy komponiert, während der Text von Holofernes geschrieben wurde.

## Text und Musik
Es handelt sich um ein Pop-Rock-Lied. Der Text ist als Kritik an Kommodifizierung zu verstehen. Holofernes widersetzt sich darin der glitzernden Welt des Konsums, die sie dazu gebracht habe, bestimmte Dinge zu wollen oder zu kaufen: „Meine Stimme gegen ein Mobiltelefon, meine Fäuste gegen eure Nagelpflegelotion …“. Dabei wird der jeweilige Körperteil gegen das Produkt gestellt, das mit ihm verwendet wird. Im Refrain stellt sie sich insgesamt dagegen: „An dem Produkt ist was kaputt – das ist die Reklamation …“ Diese Textzeile beinhaltet zugleich den Albumtitel. Neben dem deutschsprachigen Original, nahm die Band das Stück auch in Französisch mit dem Titel La Réclamation auf.
Liedtext

„Guten Tag, guten Tag, ich will mein Leben zurück.

Ich tausch nicht mehr, ich will mein Leben zurück.

Guten Tag, ich gebe zu ich war am Anfang entzückt.

Aber euer Leben zwickt und drückt nur dann nicht wenn man sich bückt.

Guten Tag!“

## Single
1. Guten Tag (Die Reklamation) – 3:35
2. Guten Tag (Ich bin Jean) – 4:22
3. Die Zeit heilt alle Wunder (Homerecording, Extended Aaaaaargh-Version) – 4:45
4. Guten Tag (Video)
5. Guten Tag (Making-of)

## Charts und Chartplatzierungen
Guten Tag erreichte in Deutschland Platz 53 der Singlecharts und platzierte sich neun Wochen in den Top 100. Die Band erreichte hiermit erstmals die deutschen Singlecharts.
| ChartsChartplatzierungen | Höchstplatzierung | Wochen |
| ------------------------ | ----------------- | ------ |
| Deutschland (GfK)        | 53 (9 Wo.)        | 9      |

## Coverversionen
Im Rahmen des iTunes-Foreign-Exchange-Projekts nahm die US-amerikanische Pop-Punk-/Alternative-Rock-Band +44 Guten Tag in der eigenen Landessprache auf. Im Gegenzug wurde der Song When Your Heart Stops Beating der US-amerikanischen Band durch Wir sind Helden gecovert. Beide Songs wurden am 4. Juni 2007 im iTunes Store veröffentlicht.